# Anita Morris
Anita Rose Morris (Durham, 14 de março de 1943 - Los Angeles, 2 de março de 1994) foi uma atriz, cantora e dançarina norte-americana.
Começou a carreira artística cantando e dançando em musicais da Broadway, com destaque em Jesus Christ Superstar, Seesaw e Nine. Atuou na produção original de Nine, em 1982, sendo indicada ao Tony Award na categoria melhor atriz e ao Drama Desk Award na categoria atriz de destaque, sendo agraciada neste prêmio.
No cinema e na televisão, atuou em dezenas de produções, como: Maria's Lovers, Ruthless People, So Fine, A Smoky Mountain Christmas, Cheers ou Melrose Place. Seu derradeira trabalho foi a comédia Radioland Murders, exibido postumamente em 1994.
Diagnosticada com câncer de ovário em 1980, morreu em março de 1994 em consequência da doença. A atriz foi casada com o ator Grover Dale com quem teve um filho, o também ator James Badge Dale.